# Халисканский хлопковый хомяк
Халисканский хлопковый хомяк (Sigmodon mascotensis) — это вид рода Sigmodon подсемейства Sigmodontinae семейства хомяковые Cricetidae. Встречается только в Мексике. Как и у других хлопковых хомяков, у этого вида контрастная окрака — коричневая спина и белое брюшко.  Они ведут наземный образ жизни и предпочитают открытые места обитания. 

## Распространение и среда обитания
Халисканский хлопковый хомяк эндемик Мексики и распространён вдоль западного побережья страны. Этот район расположен в биоме тропического лиственного леса, и халисканский хлопковый хомяк предпочитает жить на открытых, травянистых участках с густыми участками наземной растительности и практически без деревьев. Однако эти хомяки заселяют различные места обитания, когда численность их популяция резко вырастет. Халисканский хлопковый хомяк сосуществует в экосистеме совместно с другими видами этого рода.

## Филогения
Халисканский хлопковый хомяк принадлежит к семейству Cricetidae отряда Rodentia. Хотя раньше он считался подвидом Sigmodon hispidus, халисканский хлопковый хомяк был выделен в отдельный вид после исследования кариотипа. Халисканские и щетинистые хлопковые хомяки различаются по хромосомам, а также по различным характеристикам черепа.

## Хантавирус
Хантавирус передается людям при укусе грызунов или при контакте с фекалиями грызунов  и может привести к летальному исходу. Различные виды грызунов могут переносить разные штаммы хантавируса. По большому количеству антител к хантавирусу было показано, что халисканский хлопковый хомяк является одним из наиболее распространенных носителей хантавируса. Хантавирус, который несет халисканский хлопковый хомяк, является вариантом этого вируса с уникальным генотипом, его также может переносить и техасский рисовый хомяк (Oryzomys couesi).